# 이시백
이시백(李時白, 1581년 11월 15일(음력 10월 10일) ∼ 1660년 6월 9일(음력 5월 2일))은 조선의 문신이다. 자는 돈시(敦詩), 호는 조암(釣巖), 시호는 충익(忠翼), 본관은 연안이다. 오성 이항복, 사계 김장생의 문인이다.
판서를 7회 역임하고 좌의정 , 우의정을 거쳐 영의정에 이르렀지만 재물과 권력을 약한 서민들에게 나누어 주어 청렴하였다.  조선왕조실록 이시백 졸기는 "청백하고 충의롭고 근신한 절의만은 당시 재상 지위에 있던 여러 사람들의 미칠 바가 아니었다."라고 극찬한 인물이다. 청백리에 녹선되었다.

## 생애
이귀의 아들이며, 어려서 백사 이항복의 문하에서 수학하다가 사계 김장생의 문하에서도 수학하였다.
유생으로 있으면서 인조반정 때 세운 공으로 정사공신 2등에 책록되고, 연양군(延陽君)에 봉해졌다. 1624년 이괄의 난이 일어나자 협수사가 되어 이천에서 길목을 지켰으며 안현에서 반란군을 격파해 진무공신에 책록되었다. 정묘호란 때에는 수원 방어사로 인조를 무사히 강화도로 대피시켰다. 1629년 이후 판결사가 되었다가 양주목사, 강화유수를 연이어 지내고 1633년, 병조참판을 지내고 1636년, 경주부윤이 되었으나 왕이 불러들여 병조참판과 남한산성수어사를 겸임하였다.
1636년 병자호란이 발발하자, 남한산성의 수어사로 성의 서성(西門城)을 방어하여 농성 중에 인조의 치하를 받았다. 현세자가 죽고 인조가 둘째 봉림대군을 세자로 세우려고 할 때, 그는 장자세습의 원틱대로 세손(世孫, 소현제자 장자)을 그대로 세울 것을 주장하였다. 이일이 있은 후에 인조는 후일을 염려하여 세자와 함께한 어수당으로 이시백을 불러 세자에게 "그를 팔다리와 같이 여기라"고 당부하며 술을 따르게 하였고 후일 임금에 오른 세자(효종)은 그를 크게 중용하였다.
1638년, 공조판서로 승진되어 지의금부사를 겸하고 1638년, 병조판서가 되었으나 청나라에 볼모로 서자를 보냇던 일로 여산에 중도부처되고 1639년, 풀려나서 충용사가 되었으며 1644년 이후에는 한성부판윤, 판의금부사, 형조판서, 공조판서를 거쳐 1646년, 다시 병조판서가 되고 1649년, 호조판서를 지낸 뒤 이조판서, 좌참찬, 좌찬성을 거쳐 1650년, 우의정, 1652년, 좌의정, 1653년 효종 때 청나라 북경에 사은사(좌의정)로 갔는데 국경인 산해관에 도착하자 많은 청인과 한인들이 몰려와  "조선의 어진정승이 온다" 라며 구경하였다고 하며 다녀와서 영의정에 올랐다.
어려서 성혼·김장생·이항복 등에게 배웠는데 성혼, 이항복 등은 "후일 나라에 기둥이 될 사람"으로 예견하였다고 한다. 풍채가 당당하고 힘이 좋았으며, 지혜로웠으나 항상 겸손하여 들어내지 않았고 연민의 정이 많았다고 한다. 가정 일이나 나라 일에서 매사에 원칙과 공사구분에 중시하며 힘썼고 , 청렴한 생활과 처신을 중시하고 스스로 실천하였다.
아우인 호조판서 이시방과 함께 폐정개혁에 힘썼으며, 특히 김육의 건의를 받고 호남 지방에도 대동법을 실시하게 하였다.
이시백이 죽자 관리와 백성들이 충신이 돌아갔다고 슬퍼했고 조정의 관아와 시전(시장)은 3일간 휴무하고 애도했다. 임금(현종)은 어의, 관.제사용품 등 많은 물품을 보내서 장례에 쓰게 했고, 특별히 그의 장례행렬이 지나가는 고을에서는 제사를 지내서 애도를 표하도록 명하였다. 장례행렬이 공주로 떠날때는 어둠을 밝히는 횃불이 10리에 뻣쳤다고 한다.

## 가족 관계
- 할아버지 : 이정화(李廷華)
  - 부친 : 이귀(李貴, 1557~ 1633)
  - 모친 : 장민(張旻)의 딸 인동 장씨
    - 남동생 : 이시담(李時聃, 1584 ~ 1665) - 백부 이자(李資)의 양자로 출계
    - 동생 : 이시방(李時昉, 1594 ~ 1660)
    - 이복 남동생 : 이시응(李時應)
    - 이복 남동생 : 이시형(李時衡)
    - 여동생 : 이여순(李女順)[5]
    - 여동생 : 변경윤의 처
    - 여동생 : 경주 김씨 김경여(金慶餘)의 처
    - 여동생 : 김설의 처
    - 부인 : 윤지숙(尹止淑, 1579 ~ ?)[6]
      - 장남 : 연창군(延昌君) 이흔(李忻, 1598 ~ 1662) - 동돈녕(同敦寧)
      - 자부 : 서윤(庶尹), 증 승지(贈承旨) 이경항(李景恒)의 딸 신평 이씨
        - 손자 : 이상주(李相胄)
        - 손자 : 이상저(李相著)
        - 손녀 : 이태장의 처
        - 손녀 : 여민제의 처

      - 차남 : 이한(李憪, 1601 ~1673) - 참의(參議)
      - 자부 : 감사(監司) 송영망(宋英望)의 딸 진천 송씨
        - 손자 : 이홍저(李弘著) - 생부(生父) : 이열

      - 3남 : 이열(李悅, 1613 ~1677) - 장악원 첨정(僉正), 군수(郡守)
      - 자부 : 첨정(僉正) 성원(成遠)의 딸 창녕 성씨
      - 자부 : 통덕랑(通德郞) 신현(愼晛)의 딸 거창 신씨
        - 손자 : 이문저(李文著)
        - 손자 : 이유저(李有著)
        - 손자 : 이인저(李仁著)
        - 손자 : 이원저(李元著)
        - 손자 : 이일저(李日著)
        - 손녀 : 정시일의 처
        - 손녀 : 정순양의 처

      - 장녀 : 연안 이씨(1617 ~ ?)
      - 사위 : 풍양 조씨 조내양(趙來陽 1614 ~ 1648)
      - 내손(來孫) : 좌의정 이후 - 참판 이명희(李命熙)의 아들, 병조판서 이유(李瑜)의 동생

## 관련 작품

### 드라마
- 《대명》 (KBS, 1981년, 배우:김성겸)
- 《궁중잔혹사 꽃들의 전쟁》 (JTBC, 2013년, 배우:유상재)
- 《화정》 (MBC, 2015년~2015년, 배우:이승효)

### 영화
- 《남한산성》 (2017년, 배우:박희순)

## 박씨전
한편, 유명한 군담 소설인 《박씨전》에서 박씨 부인의 남편으로도 서술되었다.

## 같이 보기
- 이귀
- 인조반정
- 이괄의 난
- 정묘호란
- 병자호란
- 조선 인조
- 조선 효종

## 참고 자료
- 이 문서에는 다음커뮤니케이션(현 카카오)에서 GFDL 또는 CC-SA 라이선스로 배포한 글로벌 세계대백과사전의 내용을 기초로 작성된 글이 포함되어 있습니다.